# Rudolf Vogel (Materialforscher)
Friedrich Rudolf Vogel (* 13. Februar 1882 in Zell im Wiesental; † 5. August 1970 in Göttingen) war ein deutscher Materialforscher und Metallograph.

## Leben
Der gebürtige Schwarzwälder Rudolf Vogel absolvierte nach abgelegtem Abitur ein Studium der Chemie an der Georg-August-Universität Göttingen, wo er sich 1913 habilitierte. 1922 wurde Rudolf Vogel vom Württembergischen Landesgewerbeamt mit der Ausstattung eines Forschungsinstitutes für Edelmetalle beauftragt. 1924 übersiedelte Vogel nach Berlin-Dahlem an das Staatliche Materialprüfungsamt, der Nachfolgeeinrichtung des Kaiser-Wilhelm-Instituts für Metallforschung.
1926 kehrte er nach Göttingen zurück. Im gleichen Jahr erhielt er das Angebot in der Nachfolge von Bernhard Osann, den Lehrstuhl für Eisenhüttenkunde und Gießereiwesen an der Bergakademie Clausthal zu übernehmen. Vogel lehnte ab und baute an der Universität Göttingen ab dem Jahr 1927 das Metallographische Laboratorium auf. Der zum außerordentlichen Professor für Metallurgie und Metallkunde ernannte Rudolf Vogel wurde 1960 emeritiert. Im November 1933 unterzeichnete er das Bekenntnis der Professoren an den deutschen Universitäten und Hochschulen zu Adolf Hitler.
Vogel – er erwarb sich Verdienste um die qualitative und quantitative Beschreibung des Gefüges metallischer Werkstoffe – verlegte in den 50er Jahren und frühen 60er Jahren seinen Forschungsschwerpunkt auf Materialien, die in der Raumfahrt sowie in der friedlichen Nutzung von Kernkraft zur Anwendung kamen. Er wurde 1961 vom österreichischen Gewerbeverein mit der Wilhelm-Exner-Medaille sowie 1967 von der Technischen Hochschule Stuttgart mit einem Ehrendoktorat ausgezeichnet. 1969 erhielt er das Verdienstkreuz 1. Klasse der Bundesrepublik Deutschland.

## Schriften
- Mit Hermann Baur: Ueber das ternäre System Eisen-Nickel-Phosphor:, In: Mitteilung aus dem Metallographischen Laboratorium des Physikalisch-Chemischen Institutes der Universität Göttingen, Verlag Stahleisen, Düsseldorf, 1931
- Eine umfassendere Deutung der Gefügeerscheinungen des Meteoreisens durch das Zustandsdiagramm des ternären Systems Eisen-Nickel-Phosphor, In: Band 3; Band 6 von Abhandlungen der Gesellschaft der Wissenschaften zu Göttingen, Weidmann, Frankfurt am Main, 1932
- Mit Walter Dannöhl: Die Zweistoffsysteme Eisen-Kupfer und Eisen-Antimon, Verlag Stahleisen, Düsseldorf, 1934
- Mit Georg Masing: Handbuch der Metallphysik: Die heterogenen Gleichgewichte, Band 2, Akademische Verlagsgesellschaft, Frankfurt am Main, 1937
- Einführung in die Metallurgie, Musterschmidt-Verlag, Göttingen, 1955
- Die heterogenen Gleichgewichte, Akademische Verlagsgesellschaft, Frankfurt am Main, 1959
- Mit Giancarlo Volpato: Über das Gefüge und die Härte von Legierungen des Eisens mit kleinen Kohlenstoff- und Nickelgehalten, In: Ausgabe 1250 von Bericht des Werkstoffausschusses des Vereins deutscher Eisenhüttenleute, Verlag Stahleisen, Düsseldorf, 1960
- Über die Strukturformen des Meteoreisens und ihre spezielle Beeinflussung durch Umwandlung und beigemengten Phosphor, In: Abhandlungen der Gesellschaft der Wissenschaften in Göttingen, Mathematisch-Physikalische Klasse, Kraus Verlag, Vaduz, 1971